# سیارک ۵۵۴۹
سیارک ۵۵۴۹ (به انگلیسی: 5549 Bobstefanik، نامگذاری:1981GM1) پنج هزار و پانصد و چهل و نهمین سیارک کشف شده‌است که در ۱ آوریل ۱۹۸۱ کشف شد.
قدر مطلق سیارک برابر ۱۳٫۲۰ است.